# Майдель, Эрнст Карлович
Майдель Эрнст Карлович (16.01.1888 г. Эстляндская губ., Российская Империя — 25.12.1960 г. Графинг, ФРГ) барон, военный лётчик, художник-акварелист, участник Первой мировой войны (Россия)

## Биография
Родился 16 января 1888 года в небольшом городке Раннамыйза в Эстляндской губернии Российской империи в знаменитой семье баронов Майделей. В 1907 году окончил Ревельское Реальное училище Петра Великого. Год занимался живописью у Вильгельма Пурвита в Риге. В 1908 году Эрнст Майдель начинает учёбу в Мюнхенской частной школе Прикладных искусств художника Вильгельма фон Дебжица. Одновременно Майдель становится студентом Лейпцигского университета по специальности агрономия. В 1912 году после успешного завершения обоих учебных заведений Майдель возвращается на родину и начинает работать у графа фон Штакельберга управляющим имения. В самом начале Первой мировой войны барон Эрнст Майдель вступает добровольцем в русскую армию. Полтора года воюет рядовым на германском фронте. В начале 1916 года подаёт рапорт о переводе его в авиацию. Как имеющего университетское образование Майделя направляют на Теоретические авиационные курсы при Петроградском политехническом институте. После окончания теоретической подготовки в составе сотни русских солдат и офицеров барон Эрнст фон Майдель был командирован для обучения полётам в Англию. Там кадет Майдель осваивал лётное мастерство в группе под началом капитана А. М. Воейкова. Вернувшись в Россию пилот Майдель воевал на Кавказском фронте.
В 1917 году после октябрьского переворота барон Эрнст Карлович Майдель возвратился в Эстонию и некоторое время работает в волости Кехтна управляющим имения Гельмута фон Лилиенфельда. В 1919 году он переезжает в Германию и всю оставшуюся жизнь занимается только живописью. За тридцать лет творческой деятельности Эрнст Карлович Майдель принял участие в десятках выставок, в том числе и персональных: «Большая немецкая художественная выставка», Галерея искусств Коркоран, Художественный музей Делавэра, Уодсворт-Атениум, Ленбаххаус. Его работы находятся в фондах многих музеев Европы и Америки. Барон Эрнст Карлович Майдель оставил о себе память как о замечательном художнике, знаменитом своими акварелями.
Умер военный лётчик, художник барон Эрнст Карлович фон Майдель 25 декабря 1960 года в ФРГ в маленьком городе Графинг вблизи от Мюнхена.